# Sisu (torpedbåt, 1917)
Sisu (tidigare MTV 1 i finländsk tjänst och MAS 220 i italiensk tjänst) var en finländsk motortorpedbåt av M.A.S.-typ som tjänstgjorde under det andra världskriget.
På grund av att fartyget hade en tendens att gräva ner sin för i vattnet vid högre farter, kallades de skämtsamt för "fontäner".
Sisu byggdes i av Fratelli Orlando i Livorno år 1917 av Orlandovarvet och köptes av Italien år 1922.
Sisu användes inte mera som torpedbåt efter 1942 och år 1943 överfördes den gamla båten till Ladogasjön där den ännu kunde utföra uppgifter. Efter kriget höggs Sisu upp.